# Cascina Molino del Paradiso
La Cascina Molino del Paradiso (detta anche Cascina Braschetta) è un'antica cascina situata nella periferia sud ovest di Milano, presso il quartiere di Muggiano, all'indirizzo di via Antonio Mosca 118, poco oltre il confine nord est dell'abitato. Nel XIX secolo fu una frazione del Comune di Muggiano. Il nome deriva da un mulino situato vicino alla cascina. Il mulino tutt'ora funzionante, costruito recentemente, si trova in via Antonio Mosca 118, all'incrocio di via Sergio Antonelli.

## Storia

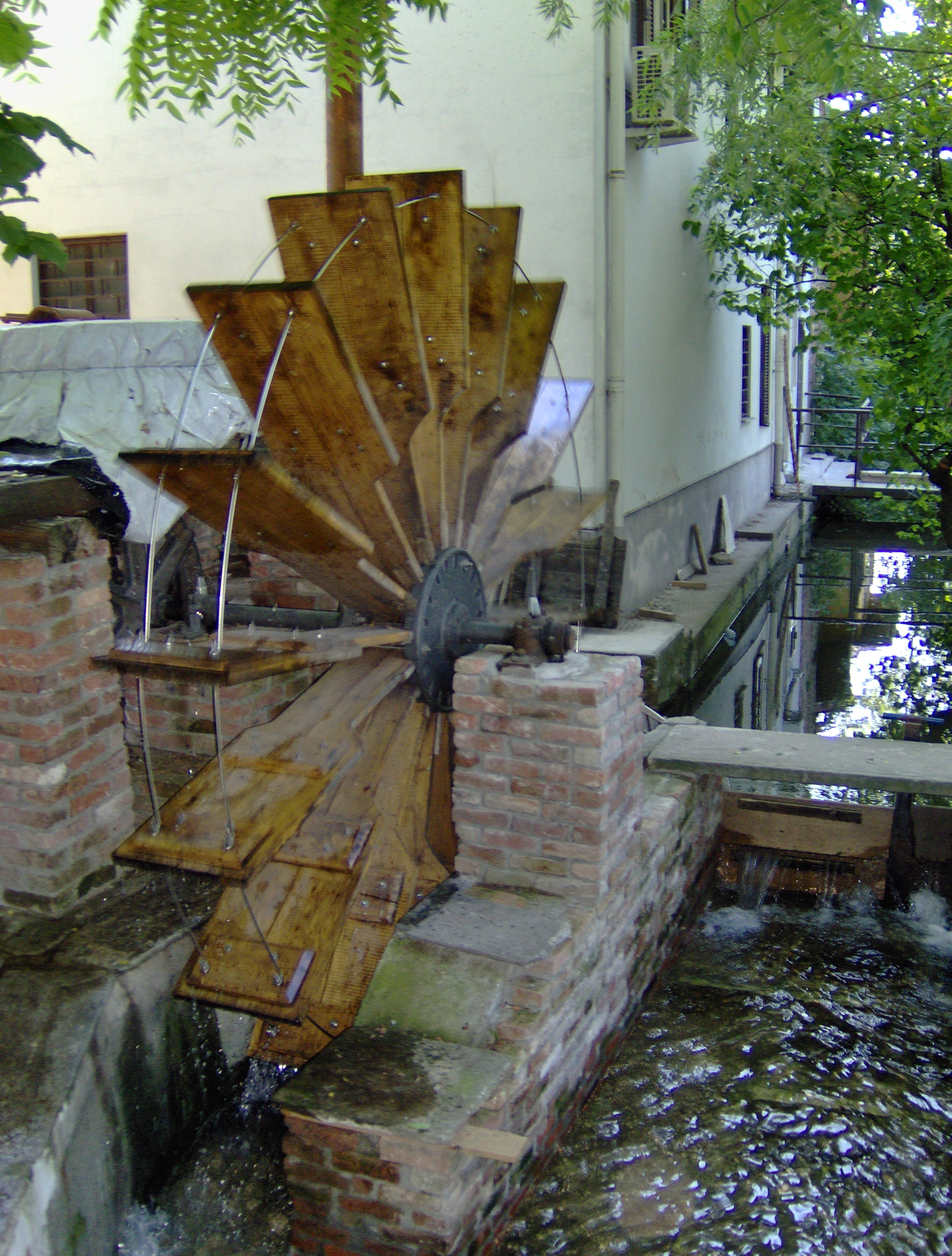
La ruota lignea a pale del mulino su un canale di derivazione dal Fontanile Sant'Agnese.

Il fabbricato appare per la prima volta in un documento del 1465 che riporta come proprietario Johannes de Braschis, e risulta già una cascina con annesso mulino ad acqua. Il toponimo alternativo del fabbricato (C. Braschetta) deriva probabilmente dal nome del primo proprietario. La ruota del mulino era mossa dalle acque del Fontanile Sant'Agnese, che scorre a est della cascina
Nel corso del tempo si succedettero vari proprietari, tra cui i più importanti furono i Visconti di Modrone che la mantennero dalla fine del XVII secolo fino al 1802.
Nel 1887 il complesso era di proprietà del Cav. Giuseppe Scafi.
Nel 1940 la cascina era di proprietà dell'agricoltore Luigi Villa che aveva ivi la propria abitazione.
Nel 1900 la cascina venne convertita in azienda agricola con stalle per bovini; il mulino rimase in funzione per le necessità dell'azienda stessa; dagli anni '60 lo stesso mulino fu utilizzato per la produzione di energia elettrica per uso domestico e agricolo. Attualmente le attività agricole sono cessate e il fabbricato è ad uso abitativo e per allevamento di bovini e cavalli; i macchinari agricoli sono in parte stati restaurati ed esposti nel cortile della proprietà.

## Descrizione
Cascina con impianto a corte, piuttosto irregolare per la presenza di vari fabbricati (stalle, rimesse, tettoie) di costruzione più recente. Il corpo di fabbrica principale e più antico, di recente ristrutturazione (che contiene i locali del mulino) è in laterizio a vista verso la corte, intonacato verso la campagna; si tratta di un corpo composito a due piani fuori terra con solaio, a sviluppo lineare orientato nord ovest-sud est, con scala esterna coperta in muratura parallela alla facciata verso la corte e ballatoio ligneo al piano superiore. Presente sulla parete esterna verso la corte un camino con canna fumaria semi incassata.